# Euploea bazares
Euploea bazares är en fjärilsart som beskrevs av Hans Fruhstorfer 1911. Euploea bazares ingår i släktet Euploea och familjen praktfjärilar. Inga underarter finns listade i Catalogue of Life.